# Nordchina-Wildschaf
Das Nordchina-Wildschaf (Ovis jubata), häufig als Unterart des Altai-Wildschafes (Ovis ammon) betrachtet, ist eine höchstwahrscheinlich ausgestorbene Wildschafart, die im Nordosten Chinas vorkam. Weitere Trivialnamen sind Shansi-Argali und Nordchinesisches Argali.

## Merkmale
Beim Männchen betrug die Kopf-Rumpf-Länge 133 bis 159 cm, die Schwanzlänge 11 bis 13 cm, die Schulterhöhe 105 bis 115 cm, die Hornlänge 117 bis 132 cm und der Grundumfang des Horns 42 bis 48 cm. Die Fellfarbe war dunkel rehbraun-grau. Die Gesichtsseiten, der obere Nacken, die Mitte der unteren Kehle und die Schultern waren weiß gesprenkelt, was einen hellen Effekt ergab, jedoch gab es keine weißen Flecken auf den Schultern. Die Weißfärbung des Bauches war ziemlich scharf von der dunklen Körperbehaarung abgegrenzt. Die Unterschenkel waren hell gefärbt, jedoch waren an den Vorder- und Hinterbeinen deutliche Streifen zu sehen. Der ausgeprägte, weißliche Steißfleck umgab den Schwanz nicht. Der obere Teil des Schwanzes war bräunlich. Der Rücken war braun. Eine gelbbraune bis hellgraue Halskrause aus 9 bis 10 cm langen Haaren, die doppelt so lang war wie die Körperhaare, war auf die Vorderseite des Halses beschränkt. Die Haare waren auch an der Rückenlinie des Halses verlängert und reichten bis zur Schulter. Die Weibchen und Jungtiere sind unbeschrieben.

## Systematik
Nikolai Michailowitsch Prschewalski verzeichnete im Jahr 1870 während seiner Expedition von Kalgan nach Kukuchoto (Kuei-Hua-T’ing) erstmals Argalis im Gebiet des Ta Tsing Shan in der Provinz Shanxi. Die genaue Ausdehnung ihres Verbreitungsgebiets in diesen Gebirgen war unklar, jedoch ließen die bekannten Nachweise darauf schließen, dass das Taxon in einem relativ begrenzten Areal, insbesondere im Bereich nördlich von Kuei-Hua-Ch’eng, am häufigsten vorkam. 1876 beschrieb der deutsche Zoologe Wilhelm Carl Hartwig Peters dieses Tier als Ovis jubata. Richard Lydekker klassifizierte es 1898 als Unterart Ovis ammon jubata. 1919 führte Ned Hollister Ovis comosa als Nomen novum ein. 1922 synonymierte der schwedische Forscher David Sjölander (1886–1954) diese beiden Taxa als Ovis ammon commosa.
Glover Morrill Allen synonymierte 1930 Ovis ammon jubata mit Ovis ammon darwini. 1991 wurde Ovis ammon jubata vom kanadischen Biologen Valerius Geist erneut als gültig betrachtet, der auch hervorhob, dass der Name Ovis ammon jubata Vorrang vor Ovis ammon commosa hat. 2011 erhielt das Nordchina-Wildschaf von Colin Groves und Peter Grubb erneut Artstatus, was im selben Jahr vom Handbook of the Mammals of the World übernommen wurde.

## Verbreitungsgebiet

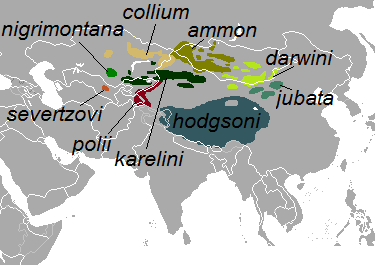
Verbreitungsgebiet des Nordchina-Wildschafes (grün)

Das Typusexemplar des Nordchina-Wildschafes wurde nördlich von Peking in der nördlichen Shanxi-Provinz in China gesammelt. Die Art ähnelt am ehesten dem Gobi-Wildschaf (Ovis darwini), mit dem sie häufig verwechselt wurde.

## Lebensweise
Für diese Art liegen keine spezifischen Informationen vor, aber die in der Nähe lebenden Gobi-Wildschafe sind im Sommer in erster Linie Weidegänger. Die Nahrungspräferenzen variierten wahrscheinlich je nach saisonaler und standortspezifischer Verfügbarkeit von Nahrung. Informationen zum Fortpflanzungsverhalten liegen ebenfalls nicht vor, aber die Paarung fand wahrscheinlich im Spätherbst oder Frühwinter statt.

## Status
Aufgrund seiner Nähe zu einem wichtigen Korridor und zu den Städten im Norden Chinas war das Nordchina-Wildschaf anfällig für kommerzielle, Subsistenz- und Sportjagd. Die Population nördlich von Peking wurde bis 1900 ausgerottet. Das Nordchina-Wildschaf kam auch in einem Gebiet mit intensiver Beweidung durch Haustiere vor. Es wurde weiterhin illegal bejagt, und sein Lebensraum wurde im 20. Jahrhundert von Haustieren und landwirtschaftlicher Entwicklung verdrängt. Es war ein beliebtes Jagdwild, das von Amerikanern und Europäern, die in Peking und Tianjin lebten, exzessiv gejagt wurde.
Laut IUCN Red List gilt das Nordchina-Wildschaf, wo es als Unterart von Ovis ammon betrachtet wird, als ausgestorben. Es ist keine lebende Population bekannt, die anatomisch eindeutig dieser Art zugeordnet werden kann. In der Sammlung des Instituts für Zoologie in Peking befinden sich zwei Häute, die als aus der Inneren Mongolei stammend klassifiziert sind. Die erste Haut, datiert auf den 9. Oktober 1960, stammt aus dem Gebiet Wula Shan in der Nähe des Wuliangsuhai-Sees. Die zweite, datiert auf den 24. August 1972, wurde von den niedrigen Hügeln nordwestlich der heutigen Kreisstadt Wulatezhong erworben, etwa 100 km nördlich des ersten Fundortes. Beide Exemplare wurden von Valerius Geist anhand zur Verfügung gestellter Fotografien als möglicherweise Ovis ammon jubata identifiziert, da sie charakteristische, deutlich abgegrenzte Steißflecken, Streifen an den kurzen Schwänzen und eine einheitlich dunkle Körperfarbe ohne helle Flecken aufwiesen. Diese zwei Exemplare stammen aus Gebieten östlich des Lang Shan, in denen gegenwärtig keine Argali mehr nachgewiesen werden.
Die Argali-Populationen in der Inneren Mongolei (Nei Mongol) entlang der Grenze zur Mongolei werden anatomisch dem Gobi-Wildschaf (Ovis darwini) zugeordnet.